# Matt Vogel (zwemmer)
Matthew Haynes ("Matt") Vogel (Fort Wayne (Indiana), 3 juni 1957) is een voormalig Amerikaans zwemmer.

## Loopbaan
Vogel deed in 1975 in Fort Lauderdale voor het eerst mee aan een groot toernooi, dat door de YMCA werd georganiseerd. Hij viel met een eerste plaats op de honderd meter vlinderslag en een tweede plaats op de tweehonderd meter vlinderslag meteen in de prijzen. In de zomer van 1975 werd Vogel gecoacht door Ray Bussard. Hij studeerde aan de Universiteit van Tennessee en won de honderd meter vlinderslag op een toernooi van de NCAA.
Hij wist zich ternauwernood achter Joe Bottom en Gary Hall te kwalificeren voor de Olympische Spelen van 1976 in Montreal. Voor de finale van de honderd meter vlinderslag schoor hij als een van de eerste zwemmers zijn hoofd kaal, omdat hij dacht dat dit hem sneller zou maken. Hij won goud op de honderd meter vlinderslag. Daarom mocht hij ook uitkomen voor het Amerikaanse estafetteteam op de 4x100 meter wisselslag. Vogel zwom met John Naber, John Hencken en Jim Montgomery een wereldrecord en won zo voor de tweede keer goud.
Na de Olympische Spelen hervatte hij zijn studie aan de Universiteit van Tennessee. In het seizoen 1977-1978 viel hij opnieuw in de prijzen op het NCAA-toernooi. De rest van zijn loopbaan als zwemmer verliep minder succesvol. Hij werkte enkele maanden als vakkenvuller voor Scott's Food Store. In 1980 stopte hij met zijn studie en begon hij een carrière als zwemcoach.